# 玻璃山站
玻璃山站是位于吉林省双辽市玻璃山乡的一个铁路车站，邮政编码136403。车站建于1923年，有平齐铁路经过该站，现仅办理货运，不办理客运业务，车站及其上下行区间均未电气化。车站距离四平站131公里，隶属哈尔滨铁路局，是四等站。